# Litteraturåret 1879

## Priser och utmärkelser
- Kungliga priset – Herman Sätherberg

## Nya böcker

### A – G
- Adam Schrader av Jonas Lie
- En bekännelse (1879–82) av Lev Tolstoj
- Et Dukkehjem (Ett dockhem), drama av Henrik Ibsen
- Her Benny av Silas Hocking[1]

### H – N
- Kokkonsten av Charles Emil Hagdahl[2]
- La pitié suprême av Victor Hugo
- Nihilisterna av Anne Charlotte Leffler
- Novelletter av Alexander Kielland

### O – Ö
- Röda rummet av August Strindberg[3]

## Födda
- 1 januari – E.M. Forster (död 1970), brittisk författare.
- 21 februari – Pedro Muñoz Seca (död 1936), spansk dramatiker
- 23 april – Ane Randel (död 1952), svensk lärare och författare.
- 4 maj – Clara Ingram Judson (död 1960), amerikansk barnboksförfattare.
- 9 juli – Carl Palme (död 1960), svensk konstnär och författare.
- 15 juli – Alcides Arguedas (död 1946), boliviansk författare och historiker.
- 9 augusti – Jeanna Oterdahl, svensk lärare och författare.
- 29 september – Eirik Hornborg (död 1965), finländsk historiker, politiker, författare.

## Avlidna
- 21 januari – Ljuben Karavelov (född 1834), bulgarisk författare och journalist.
- 7 maj – Charles de Coster (född 1827), belgisk författare.
- 27 maj – Abraham Peter Cronholm (född 1809), svensk historiker och skriftställare.
- 3 juni – Frances Ridley Havergal (född 1836), engelsk författare och sångförfattare.

### Fotnoter
1. ↑  Leavis, Q.D. (1965). Fiction and the Reading Public (2nd). London: Chatto & Windus
2. ↑  Hagdahl, Charles Emil (26 juli 1879). ”Kokkonsten”. Kokkonsten. Arkiverad från originalet den 4 mars 2016. https://web.archive.org/web/20160304201731/http://www.kokkonsten.se/1879/01/30/husmodern/. Läst 30 januari 2011.
3. ↑  ”August Strindberg”. http://home.swipnet.se/~w-79963/Strindberg/. Läst 11 april 2011.